# デパート仕掛け人!天王寺珠美の殺人推理
『デパート仕掛け人!天王寺珠美の殺人推理』（デパートしかけにん てんのうじたまみのさつじんすいり）は、2007年から2015年までテレビ朝日系「土曜ワイド劇場」で放送されたテレビドラマシリーズ。全8回。主演は泉ピン子。

## 登場人物

### 丸越デパート青葉支店
天王寺珠美
演 - 泉ピン子
販売課。業績不振の全国店舗を転々とし、従業員の接遇能力を向上させて店舗の業績を回復させてきたクレーム対応のスペシャリスト。かつてはアメ横の婦人服店にて優秀な営業成績を挙げたカリスマバイヤーだった。その実績を見込まれ丸越デパートに引き抜かれ、販売業務と同時に社員教育担当も行うようになり現在に至る。夫との離婚後、仕事をしながら育ててきた一人娘・理恵を、4歳のときに自分の不注意で病死させてしまった過去があり、「従業員もお客様も家族であり、家族にはみんな幸せになってほしい」信念で仕事に臨んでいる。
山岡柊平
演 - 村田雄浩
販売課課長補佐。珠美とは新人研修時代に教育担当で世話になっており、珠美には頭が上がらない。事件絡みの調査等で珠美に無理難題を押し付けられても、珠美から「新人社員研修の教育係と言えば〜!?」と言われ、「親も同然・・・」と言いくるめられコキ使われてしまう。
珠美とともに全国の店舗を転々としている。
桧山佳代子
演 - 杉村暁（第1作 - 第4作）
店員。
石井久子
演 - 小林きな子
店員。
滝田ルミ子
演 - 稲田奈緒（第1作 - 第3作）
店員。
北村洋子
演 - 後藤祐里（第2作 - 第8作）
店員。
土屋純一
演 - 後藤圭吾（第7作）、森圭吾（第8作）
店員。
野々村忠彦
演 - 相島一之（第2作 - 第8作）
販売課課長。天王寺、山岡の直属の上司。常務に常に媚びている。
広瀬圭一
演 - 津村鷹志（第1作・第3作 - 第5作）
常務。

### ゲスト
第1作「万引き事件に仕組まれたキケンな罠！連続殺人の謎…美人販売員の驚愕の過去と実態を暴け!!」（2007年）
- 吉村あかね（丸越デパート青葉支店 3階フロアー主任・増岡水産 元社員） - 高橋ひとみ
- 小西美智子（小西美智子法律事務所 弁護士） - 円城寺あや
- 増岡亮子（増岡の妻） - 星ようこ
- 日高玲子（日高の妻） - 山下裕子
- 増岡隆志（池袋でバーを経営・増岡水産 元社長） - 乃木涼介
- 日高公一（丸越デパート青葉支店の客） - 山田明郷
- 森下（神奈川県警川北警察署 刑事） - 佐野圭亮
- 大沼謙吾（千絵の父） - 由地慶伍
- 吉村（あかねの母・三崎中央病院の入院患者） - 久松夕子
- 木島里子（増岡水産 元社員・12年前事故死） - 藤田記子
- 丸越デパート青葉支店 店員 - 三上ユリエ
- 万引した女子高生 - 高橋亜弓、安川まどか
- 魚屋 - 石沢徹
- 宮部貴子（漁協の従業員） - 青木和代
- 大沼（千絵の養母） - ひがし由貴
- 大沼千絵（中学生） - 野村涼乃
- マリ（バーの店員） - 小島千春
- 倉本（神奈川県警川北警察署 警部） - 中根徹
- 花見川五郎（丸越デパート青葉支店 販売課課長） - 浅野和之

第2作「美人秘書とセクハラ疑惑！セレブへの復讐が渦巻く連続殺人事件の謎」（2008年）
- 島崎貴子（丸越デパート青葉支店 外商担当） - 小西美帆
- 柏木志摩子（柏木の妻） - キムラ緑子
- 井原冴子（柏木の秘書） - 大竹一重
- 柏木春美（柏木と志摩子の娘） - 佐藤寛子
- 門倉文太（リストランテ「アモーレ・ディ・マドレ」のフランチャイズ店店長） - 剛たつひと
- 宮脇（神奈川県警川北警察署 刑事） - 岡田太郎
- 天田（神奈川県警川北警察署 刑事） - 鼓太郎
- 寺田秀行（クレーマー） - 賀川黒之助
- 島崎耕平（貴子の父・5年前死亡） - 沼崎悠
- 川合（城南警察署 刑事） - 日野誠二
- 島崎（島崎の妻・貴子の母・3年前 癌で死亡） - 田村もとこ
- 近藤商店 店主 - 卜字たかお
- リポーター - 石塚初美
- 「アモーレ・ディ・マドレ」役員 - 中山克己、茂木和範、本田清澄
- 「アモーレ・ディ・マドレ」営業社員 - 手塚卓
- 伊藤（丸越デパート青葉支店 店員） - 伊神典世
- 新藤裕司（「アモーレ・ディ・マドレ」専務） - 石橋保
- 柏木哲也（「アモーレ・ディ・マドレ」社長） - 升毅

第3作「援助交際に仕組まれた巧妙なワナ！堕ちた悪徳議員が引き裂いた母娘の絆」（2009年）
- 桐野麻子（店舗コンサルタント） - 床嶋佳子
- 貝谷義憲（丸越デパート青葉支店の客） - 沼田爆
- 冴島直樹（冴島プロモーション 代表取締役） - 伊東孝明
- 桐野詩織（麻子の娘・女子高生） - 池澤あやか
- 黒田（神奈川県警港北東警察署 刑事） - 河西健司
- 吉井美咲（冴島の秘書・本名「藤井美奈子」） - 橋本愛実
- 丹羽（神奈川県警港北東警察署 刑事） - 鼓太郎
- ゆか（貝谷の孫・2年前死亡） - 仲原舞
- クラブ「SIGN」の客 - 奥村友美、西田奈津美
- スナック「マヤン」マスター - 樋渡真司
- グロリアコーポレーション 社員 - 小林ともゆき
- 冴島プロモーションのイベントを実施した会社の社員 - 岸哲生
- 春日の元秘書 - 後藤圭吾
- 丸越デパート青葉支店の客 - 渡辺杉枝、真下有紀、芦沢孝子
- クラブ「SIGN」店員 - 児玉貴志
- 春日家の近所の主婦 - 須部浩美
- 貝谷のアパートの隣人 - 大多和愛子
- 詩織の同級生 - 水田萌木
- リポーター - 石川雄亮
- 春日茂夫（元代議士） - 三浦浩一

第4作「史上最強のクレーマー現る！遺産相続の悲劇と老夫婦の究極の愛 社長殺害に秘められた驚愕の真実とは？」（2010年）
- 飯島俊哉（アパレルメーカー「レイモード」専務） - 佐戸井けん太
- 五十嵐早苗（丸越デパート青葉支店 販売課のエース） - 原久美子
- 南志保（「レイモード」デザイン室長） - 山村美智
- 橋本克則（「レイモード」社長） - 松永博史
- 加納（城西警察署 刑事） - 河西健司
- 田中（城西警察署 刑事） - 増田修一朗
- 拓真（カメラ店店主・広瀬圭一の知り合い） - 山崎大輔
- 鈴木千鶴（吾郎の妻・あかねと雅彦の母・10年前失踪） - 小林かおり
- 白石健人（「レイモード」若手社員） - 岡安章介
- 桜庭史恵（吾郎の秘書だった桜庭の姉） - 大原真理子
- 古本屋店主 - 永田耕一
- 太田美貴（丸越デパート青葉支店 紳士用品売り場の店員） - 伊神典世
- 相田（丸越デパート青葉支店 店員） - 大木サブロー
- 吾郎の住むアパート「山びこ荘」の隣人 - 小林真弥
- リポーター - 眞里奈
- 鈴木雅彦（あかねの弟・2年前までデザイナー） - 大鶴義丹
- 橋本あかね（「レイモード」取締役・橋本の妻） - 秋本奈緒美
- 鈴木吾郎（「レイモード」筆頭株主・あかねと雅彦の父） - 夏八木勲

第5作「莫大な印税が美人秘書の死を招く！大物女流作家の葬られた波乱万丈の人生」（2012年）
- 染谷辰雄（えのき出版 社長） - 羽場裕一
- 村瀬和真（空間デザイナー） - 遠藤要（幼少期：須田琉雅）
- 竹内真弓（遼子の姪） - 吉田羊
- 手島（城西警察署 警部） - 藤堂新二
- 児玉典子（丸越デパート青葉支店 店員） - 伊神典世
- 会田一郎（丸越デパート青葉支店 店員） - 大木イチロー
- 特別養護老人ホーム「すばる苑」入園者 - 池田道枝
- 和真の実家の近所 - 貴詞いち子
- 城西警察署 刑事 - 飛坂光輝
- 村瀬隆（和真の父・3年前死亡） - 若松俊秀
- 不動産会社社員 - 小田竜世
- 「ダイワロイネットホテル」フロント - 青木崚
- 和真の中学の同級生 - 大和田悠太
- 男の子の母 - 石井明日香
- 特別養護老人ホーム「すばる苑」ヘルパー - やまざきるみ
- 運転手 - 荒井武司
- 佐伯健太（遼子の息子・30年前死亡） - 須田瑛斗
- 男の子 - 松田知己
- 栗田透（映画プロデューサー） - 野村宏伸
- 岩崎朋子（和真の母・特別養護老人ホーム「すばる苑」ヘルパー） - 山口果林（若き日：近藤奈保妃）
- 佐伯遼子（フランス在住の女流作家） - 松原智恵子（若き日：藤井咲有里）

第6作「狙われた同窓会！初恋の人に殺人疑惑？死んだはずの同窓生が出席!? 再会で巻き起こる謎の連続殺人!!」（2013年）
- 森永勝男（お姉バーのママ・山岡柊平の同級生） - 天宮良
- 葉山明美（加賀の元妻・山岡柊平の同級生） - 北原佐和子
- 北上（城西警察署 警部） - 藤堂新二
- 真部（城西警察署 刑事） - 飛坂光輝
- 坂本正樹（丸越デパート青葉支店 店員） - 後藤圭吾
- 大場和志（山岡柊平の高校時代の恩師） - 河原崎建三
- 椎名有希（大場の専属ヘルパー） - 平岩紙
- 加賀亮輔（IT企業社長・山岡柊平の同級生） - 乃木涼介
- 倉田順子（偽の近藤みどり） - 比企理恵
- 近藤みどり（10年前に自死・山岡柊平の同級生） - 上の平多香
- 早苗 - 今井あずさ
- 葉山梨奈（明美の娘） - 高部あい
- 小野文明（山岡柊平の同級生） - 温水洋一
- 篠原佐代子（山岡柊平の同級生） - 藤吉久美子

第7作「和菓子の老舗で連続殺人！美人店長が見た一族経営の罠と野望に隠れた儚き復讐！」（2014年）
- 藤原亮祐（老舗和菓子店「とうのや」秘書） - 池内万作
- 上杉孝司（「とうのや」専務） - 徳井優
- 海老沢仁美（時子の長女） - 中原果南
- 海老沢雄二（時子の次男） - 小林健
- 海老沢一志（時子の長男・「とうのや」社長） - 佐藤一平
- 立花明斗（石井久子の交際相手） - 小林且弥
- 堺田将彦（仁美の元夫） - 萩野崇
- 吉村稔（クレーマー客） - 今野浩喜（キングオブコメディ）
- 金子明昌（ゴシップ系スポーツ紙の記者） - 松田大輔（東京ダイナマイト）
- 美馬裕史（運送会社社長） - 茂木和範
- 長峰朝子の亡母 - 酒井麻吏
- 海老沢（時子の夫） - 野村信次
- 総会屋 - 神崎孝一郎
- 整骨医 - 川奈龍平
- アナウンサー - 川名陽介
- 内村（神奈川県警 刑事） - 大河内浩
- 長峰朝子（「とうのや」店長） - 中山忍
- 海老沢時子（「とうのや」会長） - 星由里子

第8作「ブランドジュエリーの偽物騒動！名家の夫人とトップデザイナーの秘事!? 一流ブランドを襲った悲劇！野望と因縁の連続殺人事件!!」（2015年）
- 木崎亜実（ジュエリーブランド「ラルム・アミ」デザイナー） - 宮地真緒（少女期：溝口咲來）
- 日野（刑事） - 藤堂新二
- 吉村大樹（社長） - エド山口
- 富樫みちる（日本ファッション界の女帝） - 久世星佳
- 高梨美佐子（セレクトショップ店長・第1被害者） - 真瀬樹里
- 木崎幸雄（亜実の叔父・ジュエリーブランド「ラルム・アミ」代表取締役） - 小須田康人
- 水嶋成樹 - 宮下裕治
- 磯部（刑事） - 内山翔人
- 木崎克哉（亜実の父・故人） - 黒板七郎
- 芦田俊一のツレの女 - ティファニー・マルゴー、和女
- クラブママ - 芳賀めぐみ
- 庄野千夏（ネット通販会社「モードシティ・ジャパン」社員） - 大和田美帆（少女期：丹羽絵理香）
- 木崎万里子（亜実の母） - 木村理恵
- 芦田俊一（ネット通販会社「モードシティ・ジャパン」代表） - 神田正輝
- 吉本選江、阪上和子、池田桃子、生島勇輝、鈴木美穂、菊田望、中村敦、楠美聖寿

## スタッフ
- 脚本 - 石原武龍（第1作・第2作）、松本美弥子（第3作 - ）
- 監督 - 中山史郎（ザ・ワークス）（第1作 - 第4作）、合月勇（第5作・第6作）、鶴巻日出雄（第7作 - ）
- 殺陣 - 大道寺俊典
- 技術協力 - バスク、フォーチュン（第7作 - ）
- 美術協力 - フジアール
- 協力 - 八木橋百貨店
- プロデュース - 深沢義啓、安井一成、森川真行、石塚清和
- 製作 - ABC、ファインエンターテイメント

## 放送日程
| 話数 | 放送日         | サブタイトル | 脚本       | 監督       | 視聴率 |
| ---- | -------------- | --- | ---------- | ---------- | ------ |
| 1    | 2007年09月15日 | 万引き事件に仕組まれたキケンな罠！ 連続殺人の謎…美人販売員の驚愕の過去と実態を暴け!!                                    | 石原武龍   | 中山史郎   | 16.5%  |
| 2    | 2008年10月18日 | 美人秘書とセクハラ疑惑！セレブへの復讐が渦巻く連続殺人事件の謎                                                          | 石原武龍   | 中山史郎   | 13.4%  |
| 3    | 2009年10月17日 | 援助交際に仕組まれた巧妙なワナ！堕ちた悪徳議員が引き裂いた母娘の絆                                                      | 松本美弥子 | 中山史郎   | 11.9%  |
| 4    | 2010年10月16日 | 史上最強のクレーマー現る！遺産相続の悲劇と老夫婦の究極の愛 社長殺害に秘められた驚愕の真実とは？                         | 松本美弥子 | 中山史郎   | 13.8%  |
| 5    | 2012年08月25日 | 莫大な印税が美人秘書の死を招く！大物女流作家の葬られた波乱万丈の人生                                                    | 松本美弥子 | 合月勇     | 10.6%  |
| 6    | 2013年07月20日 | 狙われた同窓会！初恋の人に殺人疑惑？ 死んだはずの同窓生が出席!? 再会で巻き起こる謎の連続殺人!!                          | 松本美弥子 | 合月勇     | 12.0%  |
| 7    | 2014年05月17日 | 和菓子の老舗で連続殺人！美人店長が見た一族経営の罠と野望に隠れた儚き復讐！                                              | 松本美弥子 | 鶴巻日出雄 | 11.5%  |
| 8    | 2015年03月21日 | ブランドジュエリーの偽物騒動！名家の夫人とトップデザイナーの秘事!? 一流ブランドを襲った悲劇！野望と因縁の連続殺人事件!! | 松本美弥子 | 鶴巻日出雄 |        |

- 視聴率はビデオリサーチ調べ、関東地区・世帯